# Lagochiline
La lagochiline est un diterpène à saveur amère, se présentant sous la forme d'un solide cristallin gris. On le trouve dans les plantes du genre Lagochilus, en particulier dans l'espèce Lagochilus inebrians. La lagochiline est probablement responsable des effets sédatifs, hypotenseurs et hémostatique de cette plante,,,.